# Hepatoesplenomegalia
Hepatoesplenomegalia é o aumento do tamanho do fígado e do baço, provocado geralmente por uma grande atividade de defesa imunológica do organismo Esta doença pode ser adquirida por crianças ainda em estágio fetal, através do contágio pela mãe por uma doença denominada toxoplasmose. Há também a presença desse sintoma em outras doenças como a galactosemia. 

## Causas
Dentre as possíveis causas estão:
Infecção
- Hepatite viral;
- Doença de Chagas;
- Mononucleose infecciosa;
- Citomegalovírus;
- Rubéola;
- Malária;
- Leishmaniose;
- Fasciolíase;
- Esquistossomose ou filariose.
- Sífilis Congênita

Doenças do sangue
- Doença mieloproliferativa;
- Leucemia;
- Linfoma;
- Anemia perniciosa;
- Anemia falciforme;
- Talassemia;
- Mielofibrose.

Doenças metabólicas
- Doença de Pick;
- Doença de Gaucher;
- Síndrome de Hurler.

Doenças hepáticas crônica com hipertensão portal
- Hepatite crônica ativa;
- Amiloidose;
- Acromegalia;
- Lúpus eritematoso sistêmico;
- Sarcoidose.